# 2185 Guangdong
2185 Guangdong је астероид главног астероидног појаса. Приближан пречник астероида је 17,03 ,
а средња удаљеност астероида од Сунца износи 2,707 астрономских јединица (АЈ).
Инклинација (нагиб) орбите у односу на раван еклиптике је 9,589 степени, а орбитални период износи 1627,281 дана (4,455 године). Ексцентрицитет орбите астероида износи 0,163.
Апсолутна магнитуда астероида износи 11,30 а геометријски албедо 0,184.
Астероид је откривен . 1959. године.